# Корниенко, Алексей Викторович
Алексе́й Ви́кторович Корние́нко (22 июля 1976, Наманган, Узбекская ССР, СССР) — российский политический деятель. Депутат Государственной думы V, VI, VII и VIII созывов, заместитель председателя комитета Государственной Думы по вопросам собственности, земельным и имущественным отношениям, член фракции КПРФ, секретарь ЦК КПРФ.
Из-за поддержки российско-украинской войны — под санкциями 27 стран ЕС, Великобритании, США, Канады, Швейцарии, Австралии, Японии, Украины, Новой Зеландии.

## Биография
Родился 22 июля 1976 году в городе Намангане Узбекской ССР. В 1999 году окончил Ульяновскую государственную сельскохозяйственную академию, получив специальность зоотехника. Позднее работал в академии лаборантом, ассистентом кафедры кормления сельскохозяйственных животных и зоогигиены, преподавателем. В 2004 году окончил Русский университет инноваций.
В 2002 году в Ульяновской государственной сельхозакадемии защитил диссертацию на соискание степени кандидата сельскохозяйственных наук на тему «Влияние разных уровней цинка в рационах свиноматок на их продуктивность и использование каротина кормов». В 2006 году преподавал в Московском государственном колледже электромеханики и информационных технологий и Московской финансово-юридической академии.
Член КПРФ с января 2002 года. В 2004 году — кандидат в члены ЦК КПРФ. До декабря 2012 являлся вторым секретарем Ульяновского областного комитета КПРФ, был членом Центральной контрольно-ревизионной комиссии партии. Был помощником депутата Госдумы III созыва.

## Госдума
В 2007 году был избран депутатом Государственной думы V созыва по избирательному списку КПРФ в Ульяновской области. КПРФ получила в области 11,35 % голосов избирателей, что дало ей право на один депутатский мандат. Член комитета по строительству и земельным отношениям. На момент избрания в Госдуму работал старшим преподавателем Ульяновской госсельхозакадемии. За 4 года выступил инициатором 4 законопроекторов, среди которых введение моратория на переименование регионов и городов, а также вопрос о почётных званиях «Край партизанской славы» и «Район партизанской славы».
4 декабря 2011 года избран в Государственной думы VI созыва созыва по списку КПРФ. В новый состав Думы он избирался уже не от Ульяновской области, а в региональной группе № 29 (Приморский край). Член комитета по вопросам собственности, член Счётной комиссии Госдумы. На I пленуме ЦК КПРФ, состоявшемся после XV съезда КПРФ 24 февраля 2013 года, избран в состав центрального комитета КПРФ, секретарь ЦК КПРФ по работе с регионами Дальнего Востока.
18 сентября 2016 года избран в Государственную думу РФ VII созыва по списку КПРФ (первый номер в региональной группе № 16, включающей Приморский край, Хабаровский край, Сахалинская область, Еврейской автономной области). Член партийной фракции.
В июне 2019 года сахалинские коммунисты выбрали Корниенко на безальтернативных партийных выборах своим кандидатом в губернаторы Сахалинской области, в июле он был зарегистрирован избирательной комиссией. По итогам голосования 8 сентября 2019 года набрал 24,21 %, заняв второе место после врио губернатора области Валерия Лимаренко (56,14 %, самовыдвижение).

## Законотворческая деятельность
С 2007 по 2019 год, в течение исполнения полномочий депутата Государственной Думы V, VI и VII созывов, выступил соавтором 201 законодательной инициативы и поправки к проектам федеральных законов.

## Общественная деятельность
Председатель общественной организации «Поколение Победы», созданной в 2009 году. Движение, нацеленное на «воспитание патриотизма и заботу о ветеранах», начало свою деятельность с подачи иска к Парламентской ассамблее Организации по безопасности и сотрудничеству в Европе (ОБСЕ) на €27 трлн.

## Критика
СМИ сообщали, что Алексей Корниенко был в числе группы депутатов КПРФ, которые вступались и писали обращения в государственные органы с защитой бывших руководителей «Тольяттиазота» Владимира Махлая и его сына Сергея Махлая, признанных виновными в причинении ущерба предприятию 85 млрд рублей и уехавших из России.

## Международные санкции
Из-за поддержки российской агрессии и нарушения территориальной целостности Украины во время российско-украинской войны находится под персональными международными санкциями разных стран.
23 февраля 2022 года, из-за признания самопровозглашённых ДНР и ЛНР, включён в санкционный список Евросоюза, так как «поддерживал и проводил действия и политику, которые подрывают территориальную целостность, суверенитет и независимость Украины, которые еще больше дестабилизируют Украину».
24 февраля 2022 года, включён в санкционный список Канады «близких соратников режима» за голосование о признании независимости «так называемых республик в Донецке и Луганске».
24 марта 2022 года, на фоне вторжения России на Украину, включен в санкционный список США за «соучастие в войне Путина» и «поддержку усилий Кремля по вторжению в Украину», Госдеп США заявил что депутаты Госдумы используют свои полномочия для преследования инакомыслящих и политических оппонентов, нарушают свободу информации, ограничивают права человека и основные свободы граждан России.
По аналогичным основаниям с 11 марта 2022 года находится под санкциями Великобритании. С 25 февраля 2022 года находится под санкциями Швейцарии. С 26 февраля 2022 года находится под санкциями Австралии. С 12 апреля 2022 года находится под санкциями Японии. Указом президента Украины Владимира Зеленского от 7 сентября 2022 находится под санкциями Украины. С 3 мая 2022 года находится под санкциями Новой Зеландии.

## Семья
Женат, воспитывает сына.

## Доходы и собственность
Алексей Корниенко отчитался о доходе в 7 млн рублей за 2020 год, в 2019 году он заработал 12,9 млн рублей. Его супруга задекларировала 775 тыс. рублей. У депутата в пользовании жилой дом, у супруги в собственности две квартиры. Автомобилей в семье Корниенко нет.

## Награды
Имеет благодарность правительства РФ (2017).